# Chicoria
, pseudonimo di Armando Sciotto (Roma, 24 luglio 1979), è un rapper e writer italiano.

## Biografia

### Primi anni
Si avvicina al mondo hip hop fin da giovane, inizialmente come skater e in seguito come writer, facendosi conoscere nell'ambiente come Chico. È rimasto orfano di padre all'età di sei anni. Ha vissuto ad Amsterdam per quattro anni dal 1998, per poi far ritorno a Roma. Fa parte degli ZTK (Zoo Tang Klan), noto collettivo di writing attivo a Roma.

### In the Panchine e TruceKlan (2003-2008)
Entra nel mondo dell'hip hop nel 2003, grazie ai suoi amici writer, formando l'anno dopo gli In the Panchine con Gemello, Benassa e Cole (già facente parte dei Truceboys), con i quali pubblicherà lo street album In the Panchine (2005). Nello stesso periodo dell'uscita del suo primo album i Truceboys formati da Cole, Gel, Metal Carter e Noyz Narcos si uniscono agli In the Panchine ed altri rapper romani come Gast, Duke Montana, DJ Gengis per formare il TruceKlan.
Nel 2006 esce La calda notte, album in collaborazione con Noyz Narcos sotto l'etichetta Smuggler's Bazaar, contenente 13 canzoni e degli estratti live dei concerti del TruceKlan, con l'aggiunta di un DVD contente scene del backstage e delle riprese del video musicale della traccia omonima dell'album. L'anno successivo esce Cliente su cliente, primo album da solista sempre sotto Smuggler's Bazaar, con 21 tracce tutte dall'impronta gangsta rap e con numerosi featuring, tra i quali troviamo diversi membri del Truceklan come Metal Carter, Cole, Zinghero, Mr P., Duke Montana. Sempre nello stesso anno parteciperà con altri membri del TruceKlan al film Mucchio selvaggio.

### L'arresto e il ritorno alle scene (2008-2014)
Nel 2008 un blitz della polizia di Roma ha portato all'arresto di Chicoria per spaccio. In seguito il rapper verrà condannato ad una pena di cinque anni. Dopo quindi una pausa forzata di 15 mesi, dove sarà detenuto al carcere di Regina Coeli, inizia il periodo più prolifico della sua carriera: in 4 anni ha infatti pubblicato quattro album. Il primo di essi è Musica per ciechi muti e sordi, uscito nel 2010 e caratterizzato da varie collaborazioni con i componenti del TruceKlan; due anni dopo è la volta di SE.R.T., al cui interno appare il brano Sucker Free, indirizzato a Frankie hi-nrg mc, reo di aver criticato il TruceKlan definendoli come imitatori degli statunitensi. Nel 2014 escono invece Servizio funebre e Running Free (ZTK's Blood Brothers), quest'ultimo in collaborazione con Gast.

### Lettere, la pausa, Servizio funebre II e Due lettere dopo (2016-presente)
Nel 2016 esce Lettere, album più introspettivo rispetto ai predecessori e composto da undici brani, tra cui il singolo Moonflowers Memories. Nei cinque anni seguenti vi è una pausa dovuta a dei problemi legali con i distributori musicali a seguito del furto della sua intera discografia.
Nel 2021, dopo due anni di lavoro, esce Servizio funebre II sotto la Sony Music. Prodotto da Depha Beat, da esso sono stati estratti i singoli Passion Fruit, Infamia (con Massimo Pericolo), A tutto volume (con Barracano) e Non è un gioco (con Pooccio Carogna e In Arte Gibilterra).
Nel 2025 esce Due lettere dopo.

## Discografia

### Da solista
Album in studio
- 2006 – La calda notte (con Noyz Narcos)
- 2007 – Cliente su cliente
- 2010 – Musica per ciechi, muti e sordi
- 2012 – SE.R.T.
- 2013 – Die Hard: duri a morire (con 1Zuckero)
- 2014 – Servizio funebre
- 2014 – Running Free (ZTK’s Blood Brothers) (con Gast)
- 2016 – Lettere
- 2021 – Servizio funebre II
- 2025 – Due lettere dopo

Mixtape
- 2016 – Mondo di mezzo (con Lovegang)

### Con gli In the Panchine
- 2005 – In the Panchine

### Con il TruceKlan
- 2008 – Ministero dell'inferno